# Mies Nolte

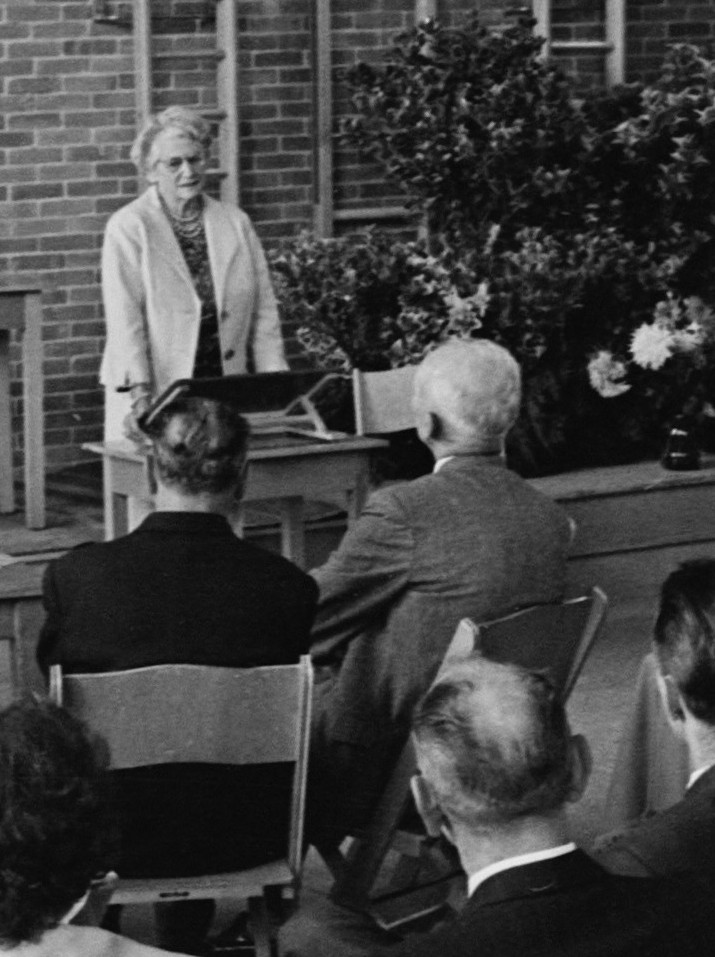
Wethouder Nolte opent een gymzaal in Overveen in 1961

Maria Elisabeth (Mies) Nolte (Amsterdam, 3 juli 1899 - Hillegom, 13 maart 1986) was docente, verzetsstrijdster tijdens de Tweede Wereldoorlog, bestuurder en de eerste vrouwelijke wethouder van de gemeente Bloemendaal.

## Jeugd en studie
Noltes ouders waren Josephus Gerardus Nolte (1852 – 1914) en Wilhelmina Maria van Haasbergen (1863 – 1940). Zij waren Rooms-katholiek. Nolte had twee zusters, waaronder Agnes Nolte, en twee broers. Zij begon haar loopbaan bij de Rooms-katholieke kweekschool voor onderwijzers in Amsterdam. Na het behalen van haar onderwijsbevoegdheid kwam zij meteen in dienst bij deze kweekschool en werd zij docent in de schoolvakken geschiedenis en Duits. Daarnaast studeerde zij verder voor haar hoofdakte en later geschiedenis aan de Universiteit van Amsterdam. Na haar doctoraalexamen werd zij docente in het Middelbaar Onderwijs.

## Verzetswerk
Samen met haar levenspartner Gezina van der Molen was Nolte actief in het verzet. Ze hebben Joodse kinderen gered van deportatie naar Concentratiekampen door middel van wat bekend staat als de Kindersmokkel Hollandsche Schouwburg. De kinderen werden veelal ondergebracht bij onderduikadressen.

## Werkzaamheden na de oorlog
Na de oorlog behaalde Nolte haar doctorsgraad in geschiedenis en ging de lokale politiek in. Zij was sinds 1949 voor de KVP lid van de Gemeenteraad te Bloemendaal en vanaf 1953 tot 1966 wethouder onderwijs van die gemeente. In die periode leidde zij ieder jaar de Nationale dodenherdenking op 4 mei te Bloemendaal in. Op 5 oktober 1951 promoveerde zij cum laude in de letteren en wijsbegeerte op het proefschrift Georgius Cassander en zijn oecumenisch streven. Haar promotor was prof. dr. L.J. Rogier. Van september 1954 tot juli 1964 was zij rectrix van het meisjeslyceum Sancta Maria aan de Dreef in Haarlem. Voorts was ze betrokken bij de Onderwijsraad in Den Haag en Stichting Samen Delen (ontwikkelingshulp).

## Levenspartner
Mies Nolte was de partner van de gereformeerde Gezina van der Molen. Zij ontmoetten elkaar eind jaren twintig en gingen in 1930 samenwonen. Van der Molen werd in belangrijke mate beïnvloed door Nolte. Ze bleven elkaar tot aan de dood van Van der Molen in 1978 trouw. Nolte beschreef het archief van Van der Molen en droeg het over aan het Historisch Documentatiecentrum voor het Nederlands Protestantisme (1800-heden).
Nolte werd in 1966 voor haar werk benoemd tot ridder in de Orde van Oranje Nassau.